# Fandango

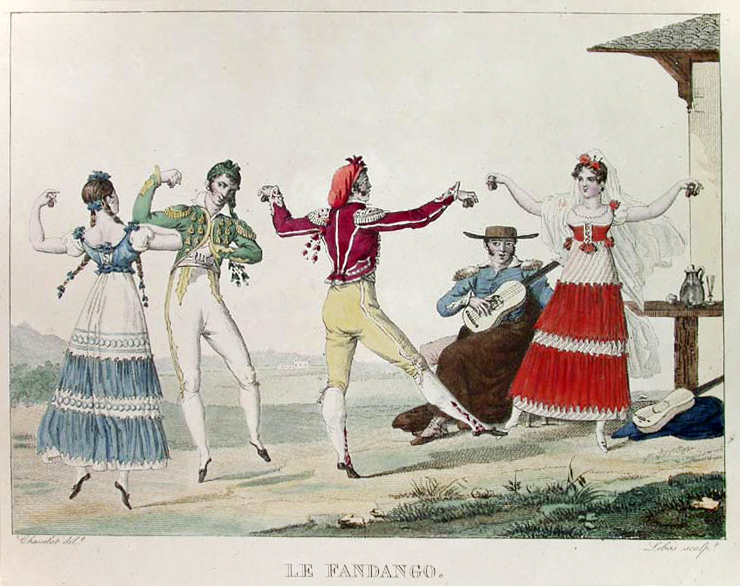
Fandango na XIX-wiecznym obrazie francuskiego malarza Pierre Chasselata

Fandango – hiszpański taniec ludowy na 3/8 w rytmie właściwym (1/8 4/32 1/8 | 4/32 2/8 |) ostro wybijanym kastanietami i z towarzyszeniem gitary. Para tańcząca oddala się od siebie i przybliża w ruchach bardzo swobodnych, nie obejmując się jednak wcale. Fandango znaczy: błahostka.
Znany również w odmianach lokalnych: granadina (okolice Grenady), malagueña (okolice Málagi), tańczony podczas obchodów święta św. Patryka.

## Wzmianki o fandango w utworach muzycznych
- Domenico Scarlatti, włoski kompozytor barokowy (1685–1757) napisał w tonacji d-moll i f-moll (K239, L281) sonaty Fandango na klawesyn.
- Antonio Soler, kompozytor włoski (1729–1783) wykorzystał fandango w wielu swoich utworach opartych na muzyce ludowej.
- Luigi Boccherini, włoski kompozytor (1743–1805) napisał pod koniec życia kwartet smyczkowy z akompaniamentem kastanietów, trwający ok. 12 min., oparty na hiszpańskiej muzyce ludowej pt. Fantango.
- Wzmianka o fandango pojawia się w piosence Bohemian Rhapsody zespołu Queen.
- Wzmianka o fandango pojawia się w piosence Tori Amos Alamo.
- Wspomina o tym tańcu Agnieszka Osiecka w wierszu-piosence Niech żyje bal.
- Jest o nim mowa w piosence zespołu Procol Harum A Whiter Shade of Pale.
- Jedna z piosenek z albumu studyjnego Remedy Lane szwedzkiego zespołu Pain of Salvation nosi nazwę Fandango.
- Na płycie Projekcje, śląskiego rapera i MC Miuosha znalazł się utwór pod tytułem Grim Fandango.
- Fandango – jeden z utworów amerykańskiego rapera DJ Quicka.
- Piosenka Fandangos in Space zespołu Carmen poświęcona jest Fandango